# Martin Ellingsen
Martin Skjelbreid Ellingsen (Elverum, 4 maggio 1995) è un calciatore norvegese, centrocampista dell'AIK.

## Biografia
È il nipote (figlio di sorella) di Liv Grete Poirée, ex biatleta norvegese.

## Carriera

### Club
Ellingsen ha giocato nelle giovanili dell'Elverum, per poi entrare in quelle del Kongsvinger. Il 7 aprile 2013 ha esordito in prima squadra, venendo schierato titolare nella vittoria casalinga per 1-0 sul Mjøndalen. Il 5 maggio successivo ha trovato il primo gol in 1. divisjon, nel 2-1 inflitto al Fredrikstad. Al termine di quella stessa stagione, il Kongsvinger è retrocesso in 2. divisjon.
Ha contribuito al ritorno del Kongsvinger in 1. divisjon, arrivato al termine del campionato 2015.
Il 17 luglio 2017, il Molde ha reso noto d'aver ingaggiato Ellingsen, che si sarebbe aggregato al club in vista della nuova stagione. L'11 agosto successivo, però, le parti hanno trovato un accordo per anticipare il trasferimento del calciatore a quella stessa sessione di calciomercato estiva, con Ellingsen che si è quindi immediatamente aggregato al Molde.
Il 20 agosto 2017 ha pertanto esordito in Eliteserien, schierato titolare nella sconfitta per 3-2 patita sul campo dello Stabæk. Il 17 settembre successivo ha segnato la prima rete nella massima divisione locale, nella vittoria per 2-3 arrivata sul campo del Viking.
Ellingsen ha saltato l'intera stagione 2018 a causa di tre infortuni. Rientrato nella stagione 2019, ha contribuito alla vittoria del campionato del suo Molde. Il 27 novembre 2019 ha prolungato il contratto con il club fino al 31 dicembre 2022. Nell'aprile 2021 si è infortunato ad un ginocchio ed è rientrato solo alla fine del mese di agosto. Quell'anno è stato vittima di un altro infortunio, visto che il 23 ottobre 2021 nella trasferta contro lo Stabæk ha riportato una lesione al legamento crociato. Questo incidente gli ha impedito di giocare durante lintera stagione 2022, che ha visto il Molde riconquistare il titolo nazionale dopo i secondi posti ottenuti nelle stagioni 2020 e 2021 che si aggiungono a loro volta a quelli del 2017 e 2018. È tornato in campo nel luglio 2023.
Il 31 dicembre 2023, gli svedesi dell'AIK hanno annunciato l'arrivo di Ellingsen a parametro zero con un contratto triennale. Il 3 marzo 2024, ancor prima dell'inizio del campionato, si è lesionato il tendine d’Achille destro durante l'incontro di Coppa di Svezia sul campo del Kalmar. Da allora ha iniziato un lungo periodo di assenza, durante il quale non ha collezionato alcuna presenza nell'Allsvenskan 2024 e, dopo diverse terapie, lo ha portato a sottoporsi a un'operazione nel febbraio 2025, quasi un anno dopo l'infortunio.

## Statistiche

### Presenze e reti nei club
Statistiche aggiornate al 27 agosto 2020.
| Stagione           | Squadra            | Campionato         | Campionato | Campionato | Coppe nazionali | Coppe nazionali | Coppe nazionali | Coppe continentali | Coppe continentali | Coppe continentali | Altre coppe | Altre coppe | Altre coppe | Totale | Totale | Totale |
| Stagione           | Squadra            | Comp               | Pres       | Reti       | Comp            | Pres            | Reti            | Comp               | Pres               | Reti               | Comp        | Pres        | Reti        | Pres   | Reti   |        |
| ------------------ | ------------------ | ------------------ | ---------- | ---------- | --------------- | --------------- | --------------- | ------------------ | ------------------ | ------------------ | ----------- | ----------- | ----------- | ------ | ------ | ------ |
| 2013               | Kongsvinger        | 1D                 | 29         | 2          | CN              | 3               | 1               | -                  | -                  | -                  | -           | -           | -           | 32     | 3      |        |
| 2014               | Kongsvinger        | 2D                 | 20         | 3          | CN              | 3               | 0               | -                  | -                  | -                  | -           | -           | -           | 23     | 3      |        |
| 2015               | Kongsvinger        | 2D                 | 23         | 4          | CN              | 3               | 0               | -                  | -                  | -                  | -           | -           | -           | 26     | 4      |        |
| 2016               | Kongsvinger        | 1D                 | 29+2       | 5+0        | CN              | 7               | 2               | -                  | -                  | -                  | -           | -           | -           | 38     | 7      |        |
| gen.-ago. 2017     | Kongsvinger        | 1D                 | 16         | 3          | CN              | 3               | 0               | -                  | -                  | -                  | -           | -           | -           | 19     | 3      |        |
| Totale Kongsvinger | Totale Kongsvinger | Totale Kongsvinger | 117+2      | 17+0       |                 | 19              | 3               |                    | -                  | -                  |             | -           | -           | 138    | 20     |        |
| ago.-dic. 2017     | Molde              | ES                 | 11         | 2          | CN              | 2               | 0               | -                  | -                  | -                  | -           | -           | -           | 13     | 2      |        |
| 2018               | Molde              | ES                 | 0          | 0          | CN              | 0               | 0               | -                  | -                  | -                  | -           | -           | -           | 0      | 0      |        |
| 2019               | Molde              | ES                 | 26         | 3          | CN              | 1               | 0               | UEL                | 5                  | 1                  | -           | -           | -           | 32     | 4      |        |
| 2020               | Molde              | ES                 | 27         | 5          | -               | -               | -               | UCL                | 5+9                | 1+3                | -           | -           | -           | 41     | 9      |        |
| Totale Molde       | Totale Molde       | Totale Molde       | 64         | 10         |                 | 3               | 0               |                    | 19                 | 5                  |             | -           | -           | 86     | 15     |        |
| Totale carriera    | Totale carriera    | Totale carriera    | 183        | 27         |                 | 22              | 3               |                    | 19                 | 5                  |             | -           | -           | 224    | 35     |        |

## Palmarès

### Club

#### Competizioni nazionali
- 2. divisjon: 1

Kongsvinger: 2015 (gruppo 4)
- Campionato norvegese: 1

Molde: 2019
- Coppa di Norvegia: 2

Molde: 2021-2022, 2023